# Hippocampus jugumus
Hippocampus jugumus es una especie de pez de la familia Syngnathidae en el orden de los Syngnathiformes.

## Morfología
• Los machos pueden llegar alcanzar los 4,4 cm de longitud total.

## Distribución geográfica
Se encuentra en el Isla de Lord Howe.